# Follow (agence)
Follow, Foll-ow ou Follow Agency est un label d'influenceurs web créée en 2016 à destination de la génération Z.

## Historique
Follow est une agence spécialisée dans le management de talents, la communication et la création de contenu pour les marques crée par 4 amis d'enfance : Rubben Chiche, Nathan Elmaleh (1990-2023), Samuel Skalawski et Ruben Cohen. Follow met en relations des influenceurs à des marques pour que ces dernières gagnent en engagement et en pic de visibilité. 
En 2020, elle réalise 8 millions de chiffre d'affaires.
En 2021, l'entreprise est reprise par European Digital Group. 

### Clients
Follow a eu plus de 200 clients et a géré plus de 1 000 campagnes, notamment pour Samsung, Maybelline, Garnier ou Zalando.

### Collaboration avec Instagram
En mai 2021, Instagram s'associe avec l'agence Follow pour lancer le Reels Challenge. Il s'agit de la première compétition numérique de révélation de talents et relayée par 10 créateurs de contenus. Le challenge dure 1 mois. Le gagnant remporte un contrat d'influenceur d'accompagnement par l'agence Follow.

## Activités
En 2021, Follow bénéficie d'un réseau de près de 500 talents âgés de 11 ans à 23 ans, dont 25 en exclusivité. Follow prend 30% des revenus de ses 25 talents exclusifs.